# Borís Polevoi
Borís Polevoi   (Moscou, 4 de març de 1908 (Julià) - Moscou, 12 de juliol de 1981), nom complet amb patronímic Borís Nikolàievitx Polevoi, rus: Бори́с Никола́евич Полево́й, pseudònim de Borís Nikolàievitx Kampov, rus: Борис Николаевич Кампов, fou un novel·lista i guionista soviètic i rus, periodista i corresponsal de guerra. Heroi del Treball Socialista (1974). Guanyador de dos premis Stalin de II grau (1947, 1949) i del Premi Internacional de la Pau (1959). Tres cops Cavaller de l'Orde de Lenin (1962, 1967, 1974).

## Biografia

### Primers anys
Fill d'un advocat, Nikolai Petróvitx Kampov, i d'una dona metgessa, Lídia Vassílievna, el jove Borís va néixer en una família benestant. El 1913, la família va abandonar Moscou per viure a Tver. Dos anys més tard, el seu pare va morir de tuberculosi, fet que obligà la seva mare a treballar en un hospital de fàbrica i a quedar-se amb el seu fill a la ciutat obrera d'una fàbrica tèxtil propietat dels comerciants Morózov.
Del 1917 al 1924 va estudiar a l'escola número 24 (actual gymnasium de Tver número 6).
Es va graduar a una escola tècnica a Tver i va treballar com a tecnòleg a la fàbrica tèxtil Proletarka de Kalinin.

### Carrera periodística i literària
Va començar la seva carrera com a periodista el 1926. La redacció del diari li va suggerir el nom de ploma Polevoi, que era la traducció de l'arrel llatina del seu cognom ("Kampov" -campus- "camp") al rus (Поле, Pole) que dona Polevoi. · 
Borís Polevoi va treballar als diaris «Tverskaia derevnia», «Proletàrskaia pravda» («Tverskaia pravda»; «Tverskaia jizn») i «Smena» ("Stalinskaia molodoj").
El 1926, a les pàgines del diari "Tverskaia Pravda" es van publicar els esbossos inicials de la novel·la inacabada "Biografia d'un proletari", rus: Биография Пролетарки Biografia Proletarki.
El 1927 es va publicar a Tver el primer llibre de contes de B.N. Polevoi "Memòries d'un home pèssim", rus: Мемуары вшивого человека Memuari vxivogo txeloveka sobre la vida de la gent del "fons". El llibre va ser destacat per Gorki, i va resultar ser l'únic signat amb el cognom real de l'autor.
El 1939, la revista Oktiabr va publicar el primer povest de B.N. Polevoi: Goriatxi tsekh, rus: Горячий цех "El taller ardent", que li va aportar fama literària.
Durant la Gran Guerra Patriòtica, Polevoi va estar a l'exèrcit com a corresponsal de Proletàrskaia Pravda, i des de finals d'octubre per al diari Pravda, incloent el Front Kalinin (1941). Va ser el primer a escriure sobre la gesta del camperol Matvei Kuzmín, de 83 anys, que, segons l'escriptor, va repetir la gesta d'Ivan Sussanin.
El 1945 va estar vinculat al Primer Front Ucraïnès. Entre altres coses, fou un dels primers a descriure els horrors del recentment alliberat Auschwitz.
La glòria i el premi Stalin li van arribar mitjançant la Història d'un home veritable, rus: Повесть о настоящем человеке, Povest o nastoiasxem txeloveke, escrita el 19 dies (una història en 4 parts), i dedicada a la gesta d'Aleksei Maréssiev, pilot de caça soviètic de la Segona Guerra Mundial. Només fins al 1954 la distribució total de les seves publicacions ascendia a 2,34 milions d'exemplars.
Basant-se en aquesta història, Serguei Prokófiev va escriure la seva òpera homònima ·  i Aleksandr Stólper en va fer una pel·lícula el 1948. Altres obres es van utilitzar com a guions de pel·lícules: "A la riba salvatge", rus: На диком бреге Na dikom bregue foren rodades per Anatoli Granik el 1966, Doktor Vera, rus: Доктор Вера el 1967 i Zoloto, rus: Золото ("Or") el 1969 van ser dirigides per Damir Viàtitx-Berejnikh (amb guió, aquesta última, del mateix Polevoi).
Menys coneguts són els materials sobre la seva presència als judicis de Nuremberg com a corresponsal del diari Pravda - В конце концов (1969).
El 1955, Polevoi i diversos escriptors soviètics van visitar Nova York, on van negar tots els rumors sobre l'execució d'escriptors jueus. Quan Howard Fast li va preguntar què li havia passat al seu amic, l'escriptor Lev Kvitko (afusellat el 1952), Polevoi va respondre que tenia bona salut i vivia a la mateixa casa que el mateix Polevoi.
Va parlar a la convenció general d'escriptors de Moscou el 31 d'octubre de 1958, que va condemnar Borís Pasternak:
| « | La Guerra Freda també coneix els seus traïdors i, en la meva opinió, Pasternak, en essència, és un Vlàssov literari, un home que, vivint amb nosaltres, menjant el pa soviètic, guanyant-se la vida a les nostres editorials soviètiques, aprofitant-se de tots els beneficis d'un ciutadà soviètic, ens ha enganyat [...]. El general soviètic Vlàssov va ser afusellat [penjat] per un tribunal soviètic i tota la gent va aprovar aquest cas, perquè, com es va dir aquí amb raó, herba fina fora del camp. Crec que el traïdor de la Guerra Freda també hauria de rebre els càstigs corresponents i el més gran de tots els possibles. Hem de dir-li, en nom del poble soviètic: “Sortiu del nostre país, senyor Pasternak. No volem respirar el mateix aire que vós. | » |

Des del 1969 fins a la seva mort, va exercir el càrrec de president de la junta del Fons soviètic per a la pau. El 1961-1981 va ser redactor en cap de la revista Iúnost. Membre del Buró del Consell Mundial de la Pau i del Presidium del Comitè de la Pau Soviètic. Des del 1967, fou secretari de la junta de la Unió d'Escriptors Soviètics i, des del 1952, vicepresident de la Societat Europea de Cultura. Fou també Diputat del Soviet Suprem de la RSFSR (1946-1958).
El 1965, com a secretari de la junta de la Unió d'Escriptors, de fet es va negar a organitzar la "condemna" de Frida Vígdorova per defensar Joseph Brodsky, tot dient: "No la defensaré, però tampoc no l'ofegaré".
El 1973, va signar una carta d'un grup d'escriptors soviètics sobre Soljenitsin i Sàkharov, on es condemnava l'escriptor i l'acadèmic.
Polevoi va morir el 12 de juliol de 1981. Va ser enterrat a Moscou al cementiri de Novodévitxi (parcel·la número 9).